# Barrage de Salto Grande
Pour les articles homonymes, voir Salto Grande.
Le barrage de Salto Grande est un barrage situé à la moitié du fleuve río Uruguay, situé en amont des villes de Concordia, en Argentine, et Salto, en Uruguay. Son but est la génération d'hydroélectricité. Sa particularité principale est d'être partagé entre deux pays.
La construction du barrage a commencé en 1974, et la production d'électricité a démarré en 1979. On y trouve 14 générateurs d'une capacité totale de 1 890 mégawatts.
Le barrage peut faire circuler 64 000 m3/s d'eau (le débit moyen de la rivière est 4 622 m3/s). Le réservoir a une aire totale de 783 km2.
Le barrage est traversé par un pont, qui est un des ponts reliant l'Argentine et l'Uruguay.

## Source
- (en) Cet article est partiellement ou en totalité issu de l’article de Wikipédia en anglais intitulé « Salto Grande Dam » (voir la liste des auteurs).